# Carmenta infuscata
Carmenta infuscata is een vlinder uit de familie wespvlinders (Sesiidae), onderfamilie Sesiinae.
Carmenta infuscata is voor het eerst wetenschappelijk beschreven door Le Cerf in 1911. De soort komt voor in het Neotropisch gebied.